# 12856 Autridas
12856 Autridas este o planetă minoră (asteroid), cu un diametru de 4,726 km, din centura de asteroizi. A fost descoperită pe 21 aprilie 1998 la Magdalena Ridge Observatory⁠(d) de Lincoln Near-Earth Asteroid Research. 
Obiectul prezintă o orbită caracterizată de o semiaxă mare de 2,1841989 UAi, o excentricitate de 0,07, o înclinație de 2,41319 ° în raport cu ecliptica.